# Raja yoga
Raja Yoga là những bài tập luyện về Yoga tâm thức theo Yoga Sutra của Patañjali. Raja có nghĩa là "hoàng gia", do vậy Raja Yoga còn được gọi là yoga của hoàng gia. Người tập phải hướng đến việc làm chủ bản thân và cuộc đời của mình thông qua việc rèn luyện ý chí, tình thương và ý nghĩ.
Patañjali mở đầu Yoga Sutra bằng câu "Yogash chitta vritti nirodhah", tạm dịch: "Yoga là việc kiềm chế những xao động trong trường của ý nghĩ". Cũng giống như là dòng điện tỏa ra điện trường, tập hợp các ý nghĩ tốt, xấu và trung lập tạo trường của các ý nghĩ gọi là chitta. Các ý nghĩ hỗn độn tạo nên các cuộn xoáy trong trường ý nghĩ, gọi là vritti. Cuối cùng, nirodhah là một từ diễn tả việc điều khiển, kiềm chế, quản lý nhưng không có tính chất ép buộc.

## Tập trung tư tưởng - Samadhi Pada

### Theo dõi và làm mất màu sắc của ý nghĩ
Thông thường, các ý nghĩ của một người thường có màu sắc do ảnh hưởng của vui, buồn, giận dữ, hay sợ hãi. Người tập trước hết phải theo dõi các ý nghĩ của mình để biết được yếu tố tình cảm nào ảnh hưởng lên ý nghĩ của mình để dần dần làm mất các ảnh hưởng đó đi. Trong quá trình theo dõi các ý nghĩ, để ý rằng có năm loại ý nghĩ: biết một cách đúng đắn (pramana), biết một cách không đúng (viparyaya), mơ tưởng hay tưởng tượng (vikalpa), trạng thái say ngủ (nidra) và hồi tưởng hay trí nhớ (smriti).

### Thực tập và không vương vấn
Tiếp đó người tập phải thực hành việc tĩnh lặng đầu óc và không vương vấn vào những điều vô bổ mang lại do ham muốn, sợ hãi, thù ghét, v.v. Đó là những điều kiện cần cho việc tập trung tư tưởng.

### Các loại tập trung tư tưởng
Có 5 giai đoạn của việc tập trung tư tưởng: thô (vitarka), tinh vi (vichara), thích thú (ananda), hòa nhập vào thế giới (asmita) và cuối cùng là sự tập trung tư tưởng không mang đối tượng nào cả (asamprajnata samadhi).

### Cố gắng
Có 5 mục tiêu chính mà người tập phải cố gắng: phát triển lòng tin rằng mình đang đi đúng hướng (shraddha),
cố gắng đi đến đó (virya), phát triển trí nhớ và hành xử với suy nghĩ chín chắn (smriti), tìm đến trạng thái samadhi, đi tìm những trí tuệ cao hơn (prajna).

### Các trở ngại và giải pháp
Có những trở ngại dự đoán trước được trong quá trình luyện tập: bệnh tật, lơ đãng, cảm nhận không đúng, chán nản, lười biếng, thất bại, nghi ngờ, ham muốn, tâm trạng không ổn định. Sự tập trung tư tưởng vào một điểm nào đó là lời giải cho tất cả các vấn đề này. Mặc dù là có nhiều cách tập trung tư tưởng, nguyên tắc chung là như nhau.

### Tĩnh lặng đầu óc
Sau khi đầu óc đã tĩnh lặng và trong sáng, quá trình sâu hơn của Yoga có thể được bắt đầu. Đầu óc dần dần trở thành một viên tinh thể trong suốt, và là một công cụ đã được thanh lọc để khám phá những điều tinh vi hơn. Một đầu óc như vậy có thể khám phá tất cả mọi thứ, từ cái nhỏ nhất đến cái lớn nhất.
Có bốn mức độ thiền định về một đối tượng nào đó: với những ý nghĩ thô, không dùng ý nghĩ thô, với ý nghĩ tinh vi, không dùng ý nghĩ tinh vi.
Khi người tập đạt đến một mức độ nào đó trong việc thiền định, một sự thanh khiết và sáng suốt của đầu óc sẽ dần phát triển.

## Thực hành - Sadhana Pada

### Làm giảm thiểu màu sắc của các ý nghĩ thô
Có năm loại màu sắc (kleshas): 1) sự quên lãng, hay là sự không biết về bản chất thật sự của sự vật (avidya), 2) cái tôi, tính cá nhân, tính tự cao tự đại, 3) vướng bận hay nghiện những ấn tượng hay đối tượng về tinh thần (raga), 4) không thích những ý nghĩ hay đối tượng (dvesha), và 5) yêu thích những thứ của cuộc sống, cũng như sợ hãi những thứ đó sẽ mất đi khi chết.
Một trong những cách tốt nhất để bạn chứng kiến những kleshas này là ngồi một cách im lặng và để mặc cho những luồng ý nghĩ nổi lên. Việc này không phải là suy nghĩ hay lo lắng. Ví dụ bạn liên tưởng về một quả táo, lập tức những ý nghĩ về thích/không thích ăn táo nổi lên. Hoặc là bạn liên tưởng đến người khác và những hành xử của người đó đối với bạn, những ý nghĩ mang tính cá nhân sẽ nổi lên.
Quên lãng hay sự không biết là cội nguồn làm phát sinh các kleshas còn lại, và mỗi thứ này đều ở trong bốn giai đoạn: 1) tiềm ẩn hoặc không hoạt động, 2) bị giảm đi hay làm yếu đi, 3) bị gián đoạn một cách tạm thời, 4) đang hoạt động và tạo ra các ý nghĩ và hành động khác nhau.
Người tập phải theo dõi những giai đoạn đó và làm giảm thiểu các màu sắc của ý nghĩ. Khi đó các ý nghĩ xao động sẽ không còn là trở ngại cho việc thiền định ở mức sâu.

### Đối phó với các ý nghĩ tinh vi
Đầu tiên đầu óc phải tĩnh lặng, sau đó các màu sắc của các ý nghĩ thô được làm giảm đi đến mức tối thiểu bằng kriya yoga và các quá trình thiền định, những ý nghĩ đó bây giờ chỉ còn tồn tại dưới dạng tiềm ẩn. Bây giờ chỉ còn lại các ý nghĩ tinh vi. Để loại bỏ màu sắc của các ý nghĩ tinh vi hơn, người tập phải sử dụng tám cấp bậc của Yoga, với mục đích phân tích kiến thức. Ba cấp cuối cùng của công cụ tinh vi này được gọi là samyama, có thể ví như con dao của nhà phẫu thuật cắt xuyên qua những ảo ảnh và màu sắc.

### Phá vỡ sự liên minh với karma
Những ấn tượng tiềm tàng mang màu sắc (karmashaya) là kết quả đem lại do các hành động (karma) xảy ra dưới tác động của các màu sắc (kleshas), là nguyên nhân cho các việc xảy ra trong kiếp sống này hay kiếp sống trong tương lai. Chừng nào mà những màu sắc đó vẫn còn tồn tại những kết quả sau sẽ xảy ra: 1) sinh ra, 2) lớn lên và 3) trải qua những kinh nghiệm trong đời sống đó. Bởi vì bản chất tốt hay xấu, cả ba quá trình này có thể trải qua trong niềm vui hay đau khổ.
Một người thông thái với óc phân tích sẽ thấy tất cả những kinh nghiệm đời thường là đau khổ, với lý luận là các kinh nghiệm chỉ dẫn đến thêm nhiều hậu quả, lo lắng, và những thói quen khó bỏ (samskaras), cũng giống như là hành động ngược với lẽ tự nhiên. Chính là sự đau khổ mà người thấy phải tìm cách tránh và loại bỏ.
Sự hợp nhất giữa người thấy (người trải qua những kinh nghiệm) và những gì thấy được (trải qua) là một liên kết cần nên tránh.
Tất cả những đối tượng biết được hoặc là ánh sáng, vận động, hoặc là những tĩnh vật tồn tại để các giác quan của con người có thể cảm nhận được thế giới và giúp cho việc đạt đến sự khai sáng.
Người thấy chỉ là một lực của sự thấy, có vẻ như là đang thấy hoặc trải qua những gì chỉ là do sự cảm nhận.
Bản chất của những đối tượng biết được chỉ tồn tại như là một trường khách quan của nhận thức thuần túy (atma).
Mặc dù những đối tượng biết được sẽ không còn tồn tại đối với người nhận thức được bản chất vô hình thật sự của tự nhiên, chúng vẫn tồn tại để cho những người khác vẫn còn đang quan sát chúng dưới dạng thô.

### Tám cấp bậc và phân biệt
Nghệ thuật và khoa học Yoga được hệ thống hóa thành tám cấp bậc (ashta) là
- yama: kiềm chế bản thân, loại bỏ dục vọng
- niyama: tự rèn luyện bản thân
- asana: các tư thế thiền định
- pranayama: điều hòa hơi thở và prana (năng lượng sống)
- pratyahar: không để ý cảm giác do các giác quan đưa lại
- dharana: tập trung tư tưởng
- dhyana: thiền định
- samadhi: trạng thái nhập định

### Yama và Niyama, cấp bậc 1 và 2
Yama là việc rèn luyện hành động, lời nói, và ý nghĩ của người tập đối với thế giới bên ngoài, đặc biệt là với người khác, bao gồm: không làm hại ai, trung thực, không trộm cắp, nhớ về thế giới cao hơn, và không tham lam vật chất.
Niyama bao gồm: thanh lọc cơ thể và đầu óc, phát triển sức chịu đựng, huấn luyện các giác quan, thám hiểm bên trong bản thân, hướng về bản chất tâm linh bên trong chính mình.

### Những lợi ích từ Yama và Niyama
Khi nhà yogi vững vàng trong việc không làm hại người khác (ahimsa), những người khác đến gần sẽ tự nhiên mất hết các cảm giác thù nghịch.
Khi sự trung thực (satya) đạt được, những thành quả của các hành động sẽ là kết quả tự nhiên theo ý muốn của nhà Yogi.
Khi việc không trộm cắp (asteya) được thiết lập, tất cả của cải sẽ hiện diện hay là bày sẵn ra cho nhà Yogi.
Khi việc đi trong nhận thức về sự thật cao nhất (brahmacharya) được thiết lập vững vàng, thì sức mạnh to lớn, khả năng, hay sức sống (virya) sẽ đạt được.
Khi một người luôn luôn không vướng bận vào các giác quan (aparigraha), thì kiến thức về việc tại sao và từ đâu xảy ra các kiếp sống trước và các kiếp sống tương lai sẽ hiện ra.
Thông qua sự trong sạch của cơ thể và đầu óc (shaucha), người đó sẽ phát triển một quan điểm không để ý đến cơ thể của chính mình, và trở nên không thích tiếp xúc cơ thể của những người khác.

### Asana, cấp bậc thứ 3
Cấp thứ 3 là các tư thế ngồi thiền (asana bắt nguồn với as nghĩa là ngồi).
Các tư thế (asana) cho việc thiền định Yoga nên vững vàng, ổn định, và bất động, cũng như thoải mái, và đây là cấp bậc thứ ba trong tám cấp bậc của Yoga.
Cách để hoàn thiện tư thế thiền định là làm cho thoải mái hay giảm đi sự cố sức, và để cho sự chú ý hợp nhất với cõi vô cùng.
Từ việc đạt được tư thế hoàn thiện, sẽ phát sinh sự tự do không lay chuyển khỏi những chịu đựng về những thứ trái ngược nhau (như là nóng và lạnh, tốt và xấu, đau khổ và vui sướng).

### Pranayama, cấp bậc thứ 4
Một khi tư thế thiền định hoàn hảo đã đạt được, sự làm chậm lại hay hãm lại những cử động không điều tiết của việc hít vào và thở ra được gọi là điều khiển hơi thở và sự mở rộng của prana (pranayama), dẫn đến việc không còn nhận thức được cả hai việc đó, gọi là cấp bậc thứ tư trong tám bậc.
Pranayama có ba quá trình là việc thở ra, hít vào, và thứ ba là giai đoạn ngưng thở lúc chuyển tiếp. Những quá trình này được điều tiết bởi nơi thở, thời gian thở, và số hơi thở, với nhịp thở trở nên chậm dần và khó nhận thấy.
Pranayama thứ tư luôn liên tục và vượt qua khỏi ba quá trình trước và hoạt động ngầm ở bên trong.
Thông qua pranayama bức màn của karmasheya (bức màn tạo ra bởi karma trong quá khứ hiện tại và tương lai) che phủ sự khai sáng bên trong sẽ được làm mỏng dần đi, giảm dần và tan biến.
Thông qua những thực hành và những quá trình này của pranayama, là cấp thứ tư trong tám cấp, đầu óc sẽ phát triển những khả năng tập trung tư tưởng thật sự (dharana), là cấp bậc thứ sáu.

### Pratyahara, cấp bậc thứ 5
Khi các giác quan (indriyas) không còn vướng bận với các đối tượng liên hệ với các giác quan đó, và hòa nhập hay là quay trở lại trường ý nghĩ mà chúng xuất phát từ đó, điều này gọi là pratyahara, là cấp bậc thứ năm.
Thông qua sự quay vào bên trong của các giác quan người tập sẽ phát triển một khả năng siêu việt, hay là sự làm chủ các giác quan có xu thế hướng về các đối tượng bên ngoài.
Sự chấp nhận hay không chấp nhận việc mặc kệ các cảm giác do các giác quan đưa lại là một đường ranh đáng kể giữa những người trải qua thiền định thực sự và những người chỉ trải qua sự nghỉ ngơi.

## Raja Yoga ở Việt Nam
Hiện tại, hệ thống Raja Yoga Sahaj Marg đã có tại Việt Nam. Trung tâm Hà Nội có khoảng 30 người hành thiền (abhyashi) và 3 người hướng dẫn (preceptors) được cấp chứng chỉ.